# Beta-laktam

Azetidin-2-on, nejjednodušší β-laktam

Beta-laktamy (β-laktamy) jsou organické sloučeniny, které ve svých molekulách mají čtyřčlenný laktamový cyklus. Pojmenování vychází ze skutečnosti, že formálně vzniká cyklizací β-aminokyseliny. Nejjednodušším β-laktamem je azetidin-2-on.

## Klinický význam
Beta-laktamový kruh je součástí struktury některých skupin antibiotik jako jsou peniciliny, cefalosporiny, karbapenemy a monobaktamy, které se souhrnně nazývají beta-laktamová antibiotika. Téměř všechna tato antibiotika fungují na principu inhibice biosyntézy v buněčné stěně bakterie, což má pro bakterii smrtící účinek; každá populace bakterií ovšem obvykle obsahuje skupinu, která je vůči β-laktamovým antibiotikům odolná. Antibiotická rezistence se objevuje jako důsledek exprese jednoho z mnoha beta-laktamázových genů. V různých druzích bakterií bylo nalezeno více než 1 800 beta-laktamázových enzymů. Tyto enzymy se značně liší v chemické struktuře a katalytické účinnosti. Pokud populace bakterií obsahuje tyto odolné skupiny, léčba β-laktamy může vést ke zvýšení četnosti odolných kmenů a tím i jejich nebezpečnosti.

## Historie
První syntetický beta-laktam připravil roku 1907 Hermann Staudinger reakcí Schiffovy báze anilinu a benzaldehydu s difenylketenem [2+2] cykloadicí (Ph označuje fenylovou funkční skupinu):
Do roku 1970 byl výzkum beta-laktamů zaměřen především na peniciliny a cefalosporiny, poté však byla popsána řada dalších struktur.

## Výroba
K výrobě beta-laktamů se používá Breckpotova syntéza, tedy cyklizace aminokyselin za použití Grignardových činidel:

## Reaktivita
Kvůli úhlovému napětí jsou β-laktamy mnohem snáze hydrolyzovatelné než větší laktamy nebo lineární amidy. Toto napětí se zvyšuje připojením dalšího cyklu, jak je tomu ve většině β-laktamových antibiotik, což je způsobeno omezením amidového charakteru β-laktamu kvůli aplanaritě (nerovinnosti) systému. Dusíkový atom ideálního amidu má sp2 hybridizované orbitaly kvůli rezonanci a molekuly s sp2 hybridizované atomy mají tvar trojúhelníku. Pokud úhlové napětí narušuje tuto strukturu, rezonance amidové vazby se snižuje a karbonylová skupina získává více ketonový charakter. Nositel Nobelovy ceny Robert Burns Woodward popsal parametr h jako jednotku výšky trigonální pyramidy určené dusíkem (ve vrcholu) a třemi připojenými atomy. h odpovídá síle β-laktamové vazby, kde menší hodnota (planárnější tvar molekuly, blíže k ideálnímu amidu) znamená silnější vazbu a menší reaktivitu sloučeniny. Monobaktamy mají hodnoty h mezi 0,05 a 0,10 Å. U cefemů je to 0,20–0,25 Å. Penemy mají hodnoty v rozmezí 0,40–0,50 Å, zatímco karbapenemy a klavamy 0,50–0,60 Å a jsou tak z β-laktamů nejnáchylnější k hydrolýze.

## Ostatní použití
Nové studie ukázaly, že beta-laktamy mohou podstoupit polymerizaci za otevření kruhu, čímž vznikají amidové vazby, které utváří 3-nylonové polymery. Hlavní řetězce těchto polymerů jsou stejné jako u peptidů, což jim dává biologickou funkčnost. Tyto 3-nylonové polymery mohou napodobovat antimikrobiální peptidy.